# カリフォルニアジリス
カリフォルニアジリス(Otospermophilus beecheyi)は、ネズミ目（齧歯目）リス科に分類されるジリスの1種。

## 分布
アメリカ合衆国カリフォルニア州、オレゴン州西部、ワシントン州南西部、ネバダ州北西部、メキシコ合衆国バハ・カリフォルニア半島

## 形態
体長330-508ミリメートル、尾長127-229ミリメートル、体重280-738グラム。体毛は、背部が灰色、淡褐色、浅黒い色の混合で斑になっており、腹部はより淡黄色か淡い灰色がかった黄色、目の周りは白っぽい毛で縁取られている。

## 生態

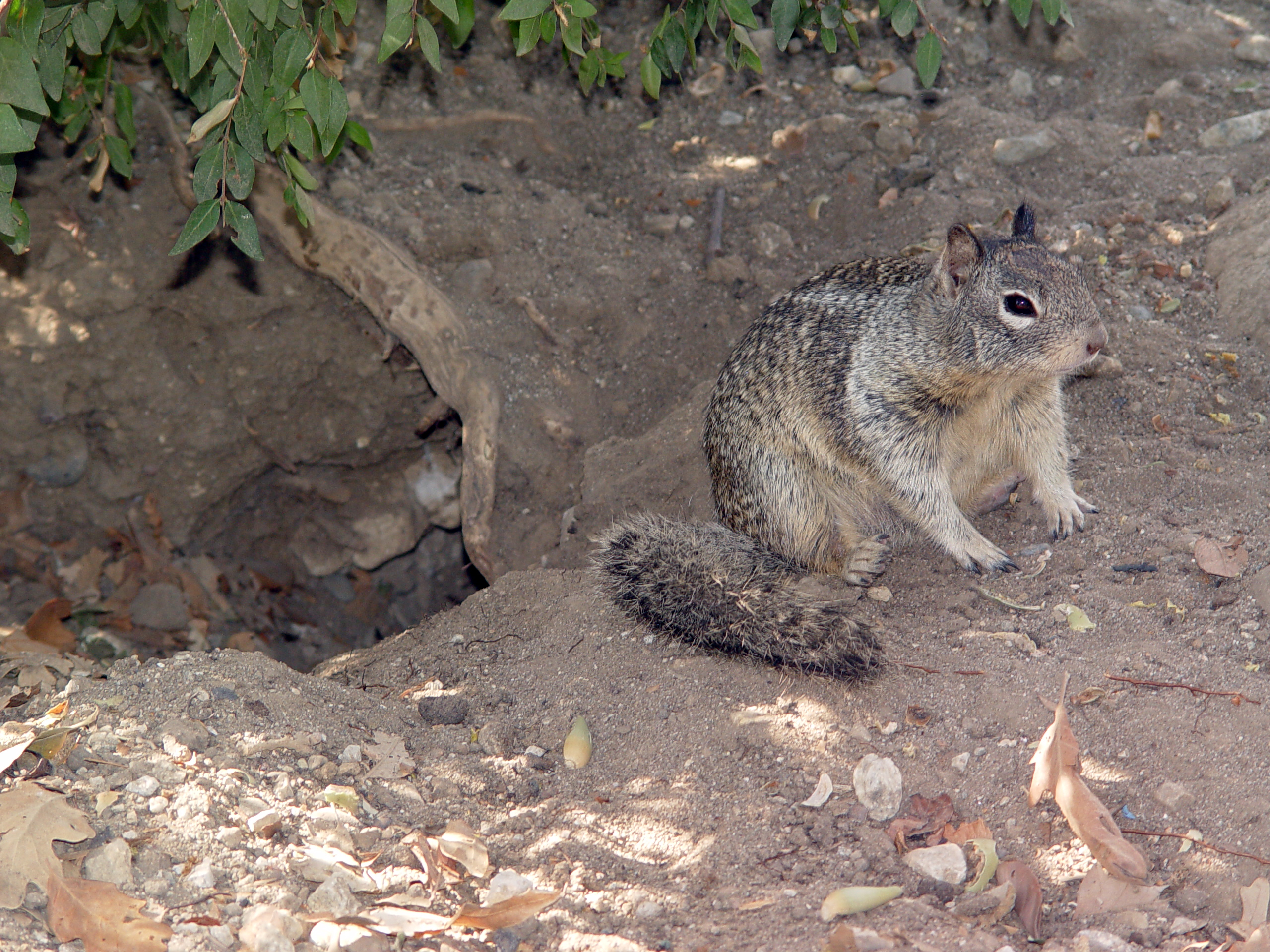
巣穴の前のカリフォルニアジリス

典型的なジリスのように、地下に掘った穴で生活する。いくつかの穴は共有だが、各個体が自分専用の入り口をもっている。巣穴から約140メートル以内で過ごし、しばしば日光浴もする。寒い地域では、数か月冬眠するが、降雪のない地域では、ほとんどの個体は一年中活動的である。暑い地域では、数日間夏眠する。
草食性で、農作物も食べるため、しばしば害獣とみなされる一方で、ネズミを狩って捕食することも研究により確認されている。ウィスコンシン大学の生物学准教授ジェニファー・スミス氏らがカリフォルニア州コントラコスタ郡のブリオーンズ・リージョナル・パークで行った調査では、カリフォルニアジリスがカリフォルニアハタネズミを積極的に捕食することが分かった。これはリスによるネズミの狩猟が一般的であることを示した初の研究結果である。
頻繁にガラガラヘビに捕食される。他にも捕食者にはワシ、アライグマ、キツネ、アナグマ、イタチなどがいる。
1970年代から行われているカリフォルニア大学デービス校の協同研究によると、カリフォルニアジリスはガラガラヘビの捕食から逃れるさまざまな方法を使っている。
いくつかの個体群の成体は、ガラガラヘビの毒液に対する変動する水準の免疫をもつ。
子どものいるメスは、ガラガラヘビの抜け殻をよく噛んで、自分や子どもたち(生後1か月になるまで毒液に免疫のない)を舐め、自分たちの匂いをヘビに変装させる。砂を蹴ったりする嫌がらせは、ガラガラヘビに尾をガラガラ鳴らす行動を引き起こさせることで、ヘビの大きさや活動度(体温に左右される)を知ることができる。
もうひとつの戦略は、尻尾を過熱し、ヒュッと振り回すことである。狩りの際、ガラガラヘビは主に、ピットと呼ばれる赤外線の放射を見つける器官に頼っている。カリフォルニアジリスは、体温の高くなった尾を振り回すことによって、ガラガラヘビに「私は脅威ではない。しかし、狩ろうとするには、私はあまりに大きいし、素早く移動できるぞ」というメッセージを伝えていると考えられている。
これらの対抗策で、子どものいる近くの巣穴からガラガラヘビの注意をそらすこともできる。

## 分類
Spermophilus属に分類されていたが、この属は単系統ではないことが明らかになったため、Helgen et al. (2009) によりOtospermophilus属に再分類された。

## 名称
19世紀初頭のイギリスの探検家で、カリフォルニア州北部を1826年-1828年に探検した、フレデリック・ウィリアム・ビーチー（Frederick William Beechey）にちなんで、Otospermophilus beecheyi と名付けられた。